# Cagliari
Cagliari  (sardsko Casteddu, latinsko Caralis) je italijanska občina ter glavno in največje mesto otoka Sardinija, italijanske dežele Sardinije. Ima približno 155.000 prebivalcev, medtem ko ima njeno metropolitansko mesto Cagliari približno 420.000 prebivalcev. Po podatkih Eurostata se število prebivalcev funkcionalnega mestnega območja, območja dnevnega prometa v Cagliariju, dvigne na 476.975. Cagliari je 26. največje mesto v Italiji in največje mesto na otoku Sardinija.
Starodavno mesto z dolgo zgodovino je Cagliari doživelo vladavino več civilizacij. Pod stavbami sodobnega mesta je neprekinjena plast, ki priča o poselitvi človeka v približno pet tisoč letih, od neolitika do danes. Zgodovinska mesta so prazgodovinski Domus de Janas, ki ga je jamska dejavnost zelo poškodovala, velika nekropola iz kartažanske dobe, amfiteater iz rimske dobe, bizantinska bazilika, trije stolpi iz pizanske dobe in močan sistem utrdb, zaradi katerega je mesto postalo jedro španskih Habsburžanov imperialne oblasti v zahodnem Sredozemskem morju. Njegovi naravni viri so bili vedno zaščiteno pristanišče, pogosto močno utrjen hrib Castel di Castro, sodobni Casteddu, sol iz njegovih lagun, iz zaledja pa pšenica iz nižine Campidano ter srebro in druge rude iz rudnikov Iglesiente.
Cagliari je bil glavno mesto Kraljevine Sardinije od leta 1324 do 1848, ko je Torino postal formalna prestolnica kraljevine (ki je leta 1861 postala Kraljevina Italija). Danes je mesto regionalno kulturno, izobraževalno, politično in umetniško središče, znano po raznoliki art nouveau arhitekturi in številnih spomenikih. Je tudi gospodarsko in industrijsko središče Sardinije, ki ima eno največjih pristanišč v Sredozemskem morju, mednarodno letališče in 106. najvišjo raven dohodka v Italiji (med 8092 občinami), primerljivo z več severnoitalijanskimi mesti.
Je tudi sedež Univerze v Cagliariju, ustanovljene leta 1607 in rimskokatoliške nadškofije Cagliari od 5. stoletja našega štetja.
V mestu je sedež nogometnega kluba Cagliari Calcio, ki nastopa v Serie A.

## Zgodovina

### Zgodnja zgodovina
Območje Cagliarija je bilo naseljeno že od neolitika. Zavzema ugodno lego med morjem in rodovitno ravnino ter je obdan z dvema močvirjema (kar zagotavlja obrambo pred napadi iz notranjosti). V bližini so visoke gore, kamor bi se ljudje lahko umaknili, če bi morali naselje opustiti. Ostanke prazgodovinskih prebivalcev so našli na hribu Monte Claro (kultura Monte Claro) in na rtu Sant'Elia (več Domus de Janas).
Karaly (punsko 𐤊𐤓𐤋𐤉, latinizirano: KRLY
) je bil ustanovljen okoli 8./7. stoletja pred našim štetjem kot ena v nizu feničanskih kolonij na Sardiniji, vključno s Tharrosom. Etimologija toponima ni znana. Skoraj zagotovo ne izvira iz feničanskega jezika, ima pa nekaj podobnosti z drugimi sardinskimi ali maloazijskimi toponimi. Njegova ustanovitev je povezana s položajem ob komunikacijskih poteh z Afriko kot tudi z odličnim pristaniščem. Feničanska naselbina je bila v Stagno di Santa Gilla, zahodno od sedanjega središča Cagliarija. To je bilo tudi mesto rimskega Portus Scipio, in ko so arabski pirati napadli območje v 8. stoletju, je postalo zatočišče za ljudi, ki so bežali iz mesta. Druge feničanske naselbine so bile najdene na rtu Sant'Elia.
V poznem 6. stoletju pr. n. št. je Kartagina prevzela nadzor nad delom Sardinije in Cagliari je močno zrasel pod njeno oblastjo, kot pričajo velika nekropola Tuvixeddu in drugi ostanki. Cagliari je bil utrjena naselbina v današnji četrti Marina s priloženim svetim območjem v sodobnem Stampaceu.
Sardinija in Cagliari sta prišla pod rimsko oblast leta 238 pred našim štetjem, kmalu po prvi punski vojni, ko so Rimljani premagali Kartažane. Ob rimski osvojitvi otoka ga ne omenjajo, toda med drugo punsko vojno je bil Caralis sedež pretorja Tita Manlija Torkvata, od koder je vodil svoje operacije proti Hampsicori in Kartažanom. Včasih je bila tudi glavna rimska pomorska postaja na otoku in rezidenca pretorja.
Rimljani so zgradili novo naselbino vzhodno od starega punskega mesta, vicus munitus Caralis (tj. utrjeno skupnost Caralis), ki jo omenja Varro Atacinus. Dve mestni aglomeraciji sta se postopoma združili v 2. stoletju pred našim štetjem; temu procesu je morda mogoče pripisati množinsko ime Carales.
Florus ga imenuje urbs urbium ali glavno mesto Sardinije. Predstavlja ga tako, kot ga je zavzel in strogo kaznoval Grakh, vendar je ta izjava popolnoma v nasprotju z Livijevim poročilom o Grakhovih vojnah na Sardiniji, po katerem so bila mesta zvesta Rimu in je bil upor omejen na gorska plemena. V državljanski vojni med Cezarjem in Pompejem so bili državljani Caralisa prvi, ki so se izrekli za prvega, čemur so kmalu sledila druga mesta na Sardiniji; sam Cezar pa se je otoka dotaknil s svojo floto, ko se je vrnil iz Afrika. Nekaj let kasneje, ko je Sardinija padla v roke Menasa, poročnika Seksta Pompeja, je bil Caralis edino mesto, ki se je uprlo, a je bilo po kratkem obleganju zavzeto.
Cagliari je pod Rimskim cesarstvom še naprej veljal za glavno mesto otoka in je dobil status municipija, čeprav ni postal kolonija.
- Karalitanski ladjarji in trgovci, mozaik v Ostii Antici
- Keramika kulture Monte Claro
- apis Giardino Birocchi, napis iz punske dobe iz Narodnega arheološkega muzeja
- Nekropola Tuvixeddu
- Is Centu Scalas ('sto stopnic'), rimski amfiteater v Cagliariju

Zahodno od marine na trgu Piazza del Carmine so našli ostanke rimskih javnih stavb. V bližini sodobne Via Roma je bilo območje običajnih stanovanj, na pobočjih Marine pa so bile izrazite bogatejše hiše. Amfiteater je zahodno od Castello.
Krščanska skupnost je v Cagliariju izpričana vsaj že v 3. stoletju, do konca tega stoletja pa je mesto imelo krščanskega škofa. V srednjih desetletjih 4. stoletja je bil škof Lucifer iz Cagliarija izgnan zaradi svojega nasprotovanja obsodbi proti Atanaziju Aleksandrijskemu na milanski sinodi. Cesar Konstancij II. ga je izgnal v puščavo Tebais.
Klavdijan opisuje starodavno mesto Karalis, ki se je precej raztezalo proti rtu, katerega projekcija je ščitila njegovo pristanišče. Pristanišče omogoča dobro sidranje za velika plovila. Poleg tega da je le dobro zaščiteno pristanišče, obstaja veliko slanovodno jezero ali laguna, imenovana Stagno di Cagliari, ki meji na mesto in se po ozkem kanalu povezuje z zaliv, za katerega se zdi, da so ga po klavdijskem obdobju v starih časih uporabljali kot notranje pristanišče ali bazen. Rt, ki meji na mesto, je očitno tisti, ki ga je opazil Ptolemaj (Κάραλις πόλις καὶ ἄκρα), vendar Plinijev rt Caralitanum ne more biti nič drugega kot rt, zdaj imenovan Capo Carbonara, ki tvori vzhodno mejo Cagliarijskega zaliva in jugovzhodno točka celotnega otoka. Takoj ob njem je ležal otoček Ficaria, ki se zdaj imenuje Isola dei Cavoli ('otok zelja' v italijanščini, Isula de je Càvurus 'otok rakov' v sardinščini).
Po padcu Zahodnega rimskega cesarstva je Cagliari skupaj s preostalo Sardinijo padel v roke Vandalom, vendar se zdi, da je ohranil svoj pomen skozi srednji vek.

### Judikat v Cagliariju
Pozneje, pod oblastjo Vandalov, Ostrogotov in nato del Bizantinskega cesarstva, je Cagliari postal prestolnica postopoma neodvisnega judikata (iz latinskega Iudex, guverner in vrhovni sodnik, ki se uporablja v poznem rimskem in bizantinskem obdobju, skupaj s srednjeveško grščino ἄρχων). Ta država je nastala okoli leta 1020 in jo je strmoglavila republika Pisa leta 1258. Zaradi prekrivanja stavb od leta 800 pr. n. št. ter pomanjkanja arheoloških in zgodovinskih informacij je veljalo, da se je prebivalstvo preselilo v bolj notranja območja ozemlja, vzdolž lagune, v mestu Santa Ilia ali Santa Igia (sodobna San Gilla) in veljalo je, da je bilo starorimsko in bizantinsko mesto zapuščeno, ker je bilo preveč izpostavljeno napadom mavrskih piratov, ki so prihajali iz severne Afrike in Španije. Nedavne študije namesto tega domnevajo, da se bilo glavno mesto Giudicata okoli ceste, ki je vodila proti Sassariju, ki se danes imenuje Corso Vittorio Emanuele II (v sardinskem jeziku Su Brugu, okrožje), čeprav še ni arheoloških potrditev, zlasti o stolnica in palača Judex, uničena po osvojitvi Pisanov. Judikat Cagliarija je obsegal veliko območje ravnine Campidano, Sulcis-Iglesiente in gorskega območja Ogliastra.

### 11. do 13. stoletje
V 11. stoletju je republika Pisa začela širiti svoj politični vpliv na Judikat Cagliari. Pisa in pomorska republika Genova sta se močno zanimali za Sardinijo, ker je bila odlična strateška baza za nadzor trgovskih poti med Italijo in Severno Afriko.
Leta 1215 je Pisanec Lamberto Visconti, mož Elene iz Gallure, prisilil judikeso Benedetto iz Cagliarija, da mu je dala goro, ki je bila vzhodno od Santa Igie. Kmalu (1216–17) so pisanski trgovci tam ustanovili novo utrjeno mesto, znano kot Castel di Castro, ki se lahko šteje za prednika sodobnega mesta Cagliari.
Leta 1258, po porazu Viljema III., zadnjega kralja Cagliarija, so Pisanci in njihovi sardinski zavezniki (Arborea, Gallura in Logudoro) uničili staro prestolnico Santa Igia. Judikat Cagliari je bil nato razdeljen na tri dele: severovzhodna tretjina je pripadla Galluri; osrednji del je bil vključen v Arborejo; Sulcis in Iglesiente na jugozahodu sta bila dana družini Pisan della Gherardesca, medtem ko je republika Pisa ohranila nadzor nad svojo kolonijo Castel di Castro.
Nekatere utrdbe, ki še vedno obkrožajo sedanje okrožje Castello, so zgradili Pisanci, vključno z dvema preostalima stolpoma iz belega apnenca (zgodnje 14. stoletja), ki ju je zasnoval arhitekt Giovanni Capula. Skupaj z okrožjem Castello je Castel di Castro obsegal okrožja Marina (ki je vključevala pristanišče), kasneje pa Stampace in Villanova. Marina in Stampace sta bila varovana z obzidjem, v nasprotju z Villanovo, kjer so večinoma živeli kmetje.

### 14. do 17. stoletja
V drugem desetletju 14. stoletja je Aragonska krona osvojila Sardinijo po seriji bitk proti Pisancem. Med obleganjem Castel di Castra (1324-1326) so Aragonci pod vodstvom Alfonza IV. Aragonskega zgradili trdnjavo na južnejšem hribu Bonaria.
Ko je utrjeno mesto končno osvojila aragonska vojska, je Castel di Castro (Castel de Càller ali preprosto Càller v katalonščini) postal upravna prestolnica novonastale Kraljevine Sardinije, enega od mnogih kraljestev, ki so sestavljala Aragonsko krono, ki je kasneje nastala pod oblastjo Španskega imperija. Po izgonu Toskancev so okrožje Castello ponovno naselili aragonski naseljenci Bonaria, medtem ko je bilo avtohtono prebivalstvo, kot v preteklosti, skoncentrirano v Stampace in Villanova.
Sardinske kralje, tudi aragonske in kasneje španske kralje je v Cagliariju zastopal podkralj, ki je prebival v Palazzo Regio.
V 16. stoletju so bile utrdbe mesta okrepljene z gradnjo bastijonov, pravice in ugodnosti Aragoncev pa so bile razširjene na vse državljane. Duhovno življenje je bilo razmeroma živahno in v prvih letih 17. stoletja je bila ustanovljena univerza.

### 18. stoletje
V 18. stoletju je Francija med Napoleonovimi vojnami poskušala osvojiti Cagliari zaradi strateške vloge v Sredozemskem morju, vendar so francosko vojsko porazili Sardinci. Po združitvi Italije (1870) je mesto doživelo stoletje hitre rasti. 

### Sodobnost
Med drugo svetovno vojno, leta 1943, je bil Cagliari močno bombardiran. Skupno je bilo žrtev bombnih napadov več kot 2000 in okrog 80 % stavb je bilo uničenih. Po vojni se je prebivalstvo Cagliarija ponovno povečalo, začela se je gradnja stanovanjskih blokov in rekreacijskih površin.

## Geografija
Mesto Cagliari je na jugu Sardinije ob istoimenskem zalivu, ki se po starodavni legendi imenuje tudi Golfo degli Angeli (»angelski zaliv«). Mesto se razprostira čez in okoli hriba zgodovinskega okrožja Castello in devetih drugih apnenčastih gričev srednjega do poznega miocena, podobnih višin nekaj več kot 100 metrov nad morsko gladino na dolgih ravnicah Campidano. Ravnina je pravzaprav tektonski jarek, ki je nastal med alpidsko orogenezo kenozoika, ki je ločila Sardinijo od evropske celine, približno tam, kjer je zdaj Levji zaliv. Jarek se je zapolnil med tektonskimi premiki, povezanimi z razpadom starodavnega otoškega paleozojskega skeleta.
Ponavljajoč se vdor morja je pustil apnenčaste usedline, ki so oblikovale vrsto hribov, ki označujejo ozemlje Cagliarija. Castello je mesto, kjer je v srednjem veku nastalo utrjeno mesto v bližini pristanišča, drugi hribi so tisti na gori Urpinu, hrib sv. Elije, znan tudi kot Sella del Diavolo ('Hudičevo sedlo') zaradi svoje oblike, Tuvumannu in Tuvixeddu, mesto starodavne punske in rimske nekropole, majhen hrib Bonaria, kjer stoji bazilika, in hrib San Michele z istoimenskim gradom na vrhu. Sodobno mesto zavzema ravninske prostore med hribi in morjem na jugu in jugovzhodu, ob plaži Poetto, lagunah in ribnikih Santa Gilla in Molentargius ter ostankih novejših morskih vdorov, v členjeni pokrajini s številnimi znamenitostmi in panoramo zaliva, ravnine in gora, ki ga obdajajo na vzhodu (Sedem bratov in Serpeddì) in zahodu (gore Capoterra). V hladnih, jasnih zimskih dneh se z najvišjih točk mesta vidijo zasneženi vrhovi Gennargentuja.
Mesto ima štiri zgodovinske soseske: Castello, Marina, Stampace in Villanova ter več sodobnih okrožij (kot so San Benedetto, Monte Urpinu in Genneruxi na vzhodu, Sant'Avendrace na zahodu, Is Mirrionis/San Michele na severu in Bonaria, La Palma in Poetto na jugu), ki so zrasla, ko je bil sredi 19. stoletja porušen del starodavnega obzidja.

### Podnebje
Cagliari ima sredozemsko podnebje (Köppen: Csa) z vročimi in suhimi poletji ter zelo blagimi zimami tako kot druge zgodovinske regije ob obali. Najvišje poletne temperature segajo lahko nad 40 °C, včasih z zelo visoko vlažnostjo, pozimi pa se temperature le redko spustijo pod ničlo. Najhladnejši mesec je januar, ko je povprečna temperatura okoli 10  °C, najtoplejši mesec pa avgust, ko temperature nihajo okoli 25 °C. Toda vročinski valovi se lahko pojavijo zaradi afriškega anticiklona, ki se začne junija. Od sredine junija do sredine septembra je dež redek dogodek, omejen na kratke popoldanske nevihte. Deževno obdobje se začne septembra, prvi hladni dnevi pa pridejo decembra. Vetrovi so pogosti, zlasti mistral in jugo; poleti morski vetrič juga (v sardinskem jeziku imenovan s'imbattu) zniža temperaturo in prinese nekaj olajšanja pred vročino.

### Parki in rekreacija
Cagliari je eno najbolj zelenih italijanskih mest. Vsak prebivalec Cagliarija ima dostop do 87,5 kvadratnih metrov javnih vrtov in parkov.
Njegovo blago podnebje omogoča rast številnih subtropskih rastlin, kot so: mimozolistni palisandrovec (Jacaranda mimosifolia), Ficus macrophylla, z nekaterimi ogromnimi primerki v Via Roma in v Univerzitetnem botaničnem vrtu, koralno drevo Erythrina caffra s svojimi osupljivimi rdečimi cvetovi, Ficus retusa, ki daje senco številnim mestnih ulic, Araucaria heterophylla, pravi datljevec (Phoenix dactylifera), Kanarski datljevec (Phoenix canariensis) in mehiška palma (Washingtonia robusta).
Večji mestni parki so:
- Park Monte Urpinu, najbolj gozdnat, je nizek hrib, pokrit z gozdom Alepskega bora (Pinus halepensis Mill.) in črničevja (Quercus ilex L.) z gosto sredozemsko makijo mastike (Pistacia lentiscus L.), feničanskega brina (Juniperus phoenicea L.), hrast prnar (Quercus coccifera L.), divje oljke (Olea europaea L. ssp. europaea, var. sylvestris) in drevesni mleček (Euphorbia dendroides L.). Razprostira se na približno 25 hektarih.
- Park hriba San Michele (približno 25 ha), s srednjeveškim gradom na vrhu;
- Park Terramaini, približno 13 hektarjev, z majhnim ribnikom, kjer živijo plamenci in druge močvirne ptice;
- Pokrajinski park Monte Claro, velik približno 22 hektarjev, v katerem je v starem dvorcu na vrhu hriba provincialna knjižnica;
- Ex-vetreria Pirri Park, približno 2,5 hektarja;
- Javni vrtovi, najstarejše javno plažo v mestu, zasajeno v 19. stoletju, s čudovitim sprehajališčem mimozolistnega palisandrovca (Jacaranda mimosifolia D.Don).

V bližini mesta je regionalni park Molentargius - Saline. V bližini so tudi nekateri gorski parki, kot sta Monte Arcosu ali Maidopis, z velikimi gozdovi in divjimi živalmi (korziški navadni jeleni, divje svinje itd.).
Mesto je začetna in končna točka Poti 100 stolpov, ki jo sestavlja pohodniška pot, poimenovana po 105 stolpih, ki so vzdolž celotne sardinske obale.

## Demografija
Po podatkih ISTAT Arhivirano 2019-06-30 na Wayback Machine. je bilo leta 2014 v Cagliariju 154.356 prebivalcev, od tega 71.522 moških in 82.834 žensk. Povprečna starost prebivalcev Cagliarija je 47,44 let. Starejše prebivalstvo (nad 65 let) se je v zadnjih 10-ih letih povečalo za 21,95 %. Trenutna stopnja rodnosti v Cagliariju je 6,29 rojstev na 1000 prebivalcev.
Od leta 2020 je bilo 5,8 % (8.796 ljudi) tujcev, od tega največ Filipincev (17,21 %), sledijo Ukrajinci (10,38 %), Romuni (8,42 %), Senegalci (8,25 %) in Kitajci (7,94 %).

### Metropolitansko mesto
Metropolitansko mesto Cagliari je bilo ustanovljeno leta 2016 z regionalnim zakonom Sardinije in ima po podatkih ISTAT približno 420.000 prebivalcev. Sestavljeno je iz 17 občin vzdolž obale zaliva in do 20 kilometrov notranje nižine Campidano.
Zajema območje na ravnici Campidano med velikimi kotlinami (laguna Santa Gilla in mlini za sol približno 30 km²), ribniki (Molentargius), 16,22 km² in izpraznjenimi gorami do 1100 metrov nad morsko gladino. Gore so večinoma prekrite z gozdovi, ki jih večinoma upravlja Ente Foreste v avtonomni regiji Sardinija. Na zahodu obsegajo 256 kvadratnih kilometrov na gorah Capoterra in Pula. Naravni rezervat Monte Arcosu WWF ima še 36 kvadratnih kilometrov, vzhodno na gori Serpeddì in Sette Fratelli pa je skupno 132 kvadratnih kilometrov gozda.
Metropolitansko mesto opredeljujejo občine, kjer se je število prebivalcev med zadnjima popisoma povečalo, v regiji, kjer sicer prebivalstvo na splošno upada. Te občine sprejemajo priseljence v urbano območje, katerega glavno jedro, mesto Cagliari, ima veliko število starejših ljudi.
V prejšnjem stoletju se je število prebivalcev občin metropolitanskega območja povečalo za 354 %, v zadnjih 50 letih pa za 158 % (1911: 128.444; 1961: 288.683; 2011: 454.819). Za celotno Sardinijo je bilo to povečanje 88 % oziroma 15 % (1911: 868.181; 1961: 1.419.362; 2011: 1.639.362). Urbanizacija proti območju Cagliarija je bila v odstotkih impresivna, zaradi česar je glavno mesto otoka postalo metropola, obkrožena s podeželjem, ki je vse bolj izpraznjeno. Ta urbanizacija se odraža tudi v koncentraciji večine gospodarskih dejavnosti in bogastva v Cagliariju.

## Glavne znamenitosti
Še vedno so vidni precejšnji ostanki antičnega mesta Karalis, med drugim tudi nekropola Tuvixeddu (največja punska nekropola, ki še obstaja), rimski amfiteater tradicionalno imenovanega Is centu scalas (Sto stopnic) in akvadukt. Še vedno so vidne tudi nekatere starodavne cisterne velikega obsega, ruševine majhnega okroglega templja in številne grobnice na hribu zunaj sodobnega mesta, za katere se zdi, da so tvorile nekropolo starodavnega mesta.
Zgodnjekrščanska bazilika sv. Saturnina iz 5. stoletja je posvečena mučeniku Satruninu iz Cagliaria, zaščitniku mesta, ki je bil ubit pod Dioklecijanovo vladavino. Od prvotne stavbe sta ostala kupola in osrednji del, ki sta ji kasneje dodana dva kraka (en z glavno in dvema stranskima ladjama). Ohranjena je tudi grobnica iz obdobja zgodnjega krščanstva pod cerkvijo San Lucifero (1660), ki je posvečena svetemu Luciferju, škofu mesta. Cerkev ima baročno fasado s starodavnimi stebri in kiparskimi deli, od katerih so nekateri iz bližnje nekropole.
Srednjeveški del mesta (Castello v italijanščini, Casteddu de susu - zgornji grad - v sardinščini) leži na vrhu hriba s pogledom na zaliv. Mestno obzidje je v večini ohranjeno in vključuje dva bela apnenčasta stolpa iz 14. stoletja, Torre di San Pancrazio in Torre dell'Elefante, značilna primera vojaške arhitekture Pisanske republike. Tamkajšnji beli apnenec so poleg stolpov uporabljali tudi za gradnjo mestnega obzidja in mnogih drugih stavb. Natančno obdobje gradnje trdnjave na tem hribu trenutno ni znano zaradi superpozicije plasti stavb skozi zgodovino. Nekateri učenjaki so predlagali prvo urbanizacijo četrti v punskem obdobju na podlagi podobnosti planimetrije s sodobno kartažansko trdnjavo Monte Sirai. Pred kratkim so arheološka izkopavanja odkrila punske in rimske zgradbe pod obzidjem trdnjave.
Stolnica svete Marije vnebovzete je bila obnovljena v 1930-ih, ko je dobila svojo nekdanjo baročno fasado v srednjeveško fasado v pisanskem slogu, ki je bolj podobna prvotnemu videzu cerkve v 13. stoletju. Zvonik je originalen. Notranjost ima glavni in dve stranski ladji s prižnico (1159–1162), ki je bila izklesana za stolnico v Pisi, a je bila pozneje podarjena Cagliariju. V kripti so ostanki mučenikov, najdeni v baziliki sv. Saturnina. V bližini stolnice je palača deželne vlade. Pred letom 1900 je bila guvernerska palača otoka.
Naše Gospe iz Bonarie (po katerem je ime dobilo mesto Buenos Aires v Argentini) so zgradili Katalonci med letoma 1324 in 1329, ko so oblegali Pisance v Castellu. Na pročelju ima majhen gotski portal, v notranjosti pa lesen kip Marije, ki je, potem ko so jo vrgli s španske ladje, pristal ob vznožju hriba Bonaria. Na hribu Bonaria je tudi Monumentalno pokopališče Bonaria.
Chiesa della Purissima je katalonska gotska cerkev, zgrajena v 16. stoletju. 
Druga zgodnja okrožja mesta (Marina, Stampace in Villanova) so ohranila večino svojega prvotnega značaja. V Stampaceu je Torre dello Sperone, še en stolp, ki so ga zgradili Pisanci v poznem 13. stoletju, ter dve pomembni monumentalni cerkvi: Collegiata di Sant'Anna in Chiesa di San Michele, obe zgrajeni v 18. stoletju v baročnem slogu. Po mestu je še veliko več cerkva, tako starih kot sodobnih.
Promenade Deck in Terrazza Umberto I sta leta 1896 zasnovala inženirja Joseph Costa in Fulgenzio Setti. Celotna stavba je bila zgrajena iz belega in rumenega apnenca v klasičnem slogu s korintskimi stebri. Odprta je bil leta 1901. Dostop s Trga ustave omogoča dvokrako stopnišče. Prekinja ga pokrita pot in se konča pod Slavolokom zmage, na Terrazzi Umberta I. Leta 1943, med drugo svetovno vojno, je stopnišče in Slavolok močno poškodovalo zračno bombardiranje, po spopadu pa sta bila zvesta rekonstruiran.
S Terrazze Umberta I se lahko do bastijona Santa Caterina pride po kratkih stopnicah. Tu je nekoč stal stari dominikanski samostan, ki ga je leta 1800 uničil požar. Po izročilu naj bi bila v okolici samostana leta 1666 skovana zarota za umor podkralja Camarassa.
Promenade Deck je bila slovesno odprta leta 1902. Sprva je bila uporabljena kot banketna dvorana, nato pa med prvo svetovno vojno kot ambulanta. V 1930-ih, v obdobju sankcij, je bila razstava avtarkije. Med drugo svetovno vojno je služila kot zatočišče za razseljene ljudi, katerih domove so uničile bombe. Leta 1948 je gostila prvi sejem Sardinije. Promenado so po dolgih letih propadanja obnovili in na novo ovrednotili kot kulturni prostor, rezerviran predvsem za umetniške razstave.
Sodobna okrožja, zgrajena v poznem 19. in zgodnjem 20. stoletju, vsebujejo primere arhitekture Art déco, pa tudi kontroverzne primere fašistične neoklasicistične arhitekture, kot je Sodišče (Palazzo di Giustizia) na Trgu republike. Sodišče je v bližini največjega mestnega parka Monte Urpinu z borovci, umetnimi jezeri in obsežnim območjem s hribom. Zanimiv je tudi mestni botanični vrt Orto Botanico dell'Università di Cagliari.
- Bazilika sv. Saturnina, 5. stoletje
- Vzhodno pbzidje Castello
- Cerkev San Michele
- Stolnica (levo) in stara mestna hiša (desno)
- Svetišče Naše Gospe iz Bonarie, Cagliari
- Art nouveau arhitektura c Cagliariju